# Alyson Avenue
Alyson Avenue  es un grupo de Hard rock, Melodic Rock, Rock y AOR nacido en Suecia en 1999.

## Historia
La banda fue formada por un grupo de amigos en Suecia. Al principio, Alyson Avenue contaba con un vocalista masculino, pero Anette Olzon, que era vocalista temporal, fue quién les grabó la demo y decidieron contratarla como vocalista permanente, desde un principio intentaron crear Hard Rock y AOR.
Había muchas discusiones sobre que dirección tomaría la banda, a donde iría, pero la banda nunca se rompió debido a las fuertes amistades que unían a los miembros. Dejaban mucho la banda de lado para concentrarse en otros proyectos. Mientras tanto, la banda seguía grabando demos y haciendo covers para mantenerse activos.
Todos estos años no fueron muy buenos para ellos, hasta que por fin, en noviembre de 2000 grabaron su primer álbum oficial: Presence of Mind, que obtuvo una calificación del 93%.
Cuatro años después vendría su segundo álbum: Omega, que sería el último álbum de Anette Olzon.
El 24 de mayo de 2007 se da a conocer que Anette Olzon era la nueva cantante de Nightwish, la banda del hard rock tomó un descanso. En mayo del 2009 se relanzarón los álbumes anteriores y se dio a conocer la nueva cantante: Arabella Vitanc.
El 10 de junio de 2011 Alyson Avenue lanza su tercer álbum Changes a través de Avenue of Allies.
El 4 de junio de 2012 anuncia mediante su Facebook oficial había anunciado que están de vuelta en los estudio para la composición de su cuarto álbum.El 27 de octubre de 2013 anuncian que no habrá más álbumes de Alyson Avenue, los miembros de la banda tienen sus nuevos proyectos.
En 2015 Anette y Niclas se unieron para componer canciones en la línea del primer lanzamiento, pero no había planes para un álbum completo.
En 2018 Alyson Avenue tocó en Melodicrockfest Scandinavia en Malmö a principios de junio, con casi la alineación original (el bajista Christer Engholm reemplazó al retirado Thomas Löyskä). Durante la presentación, Anette Olzon dijo que la banda había vuelto y ahora se divierte más que nunca, por lo que un nuevo disco podría llegar en el futuro. Para entonces, la banda también relanzó los primeros 2 discos, ya que los derechos de autor se han reducido a sí mismos. La banda actualmente no tiene una nueva casa discográfica. Niclas Olsson formó su banda titulada Sapphire Eyes compuesta inicialmente por músicos que participaron en esta banda.
En julio de 2025 mediante su página de Facebook anunciaron que el baterista de la banda encontró grabaciones de ensayos realizadas en la década de 1990, las cuales nunca llegaron a formar parte de sus álbumes. Trás escucharlas, quedaron sorprendidos por su calidad y están considerando regrabarlas junto a nuevo material, si bien en 2018 anunciaron su regreso la pandemia detuvo sus planes. La banda manifestó interés en retomar su actividad y consultó al público sobre la posibilidad de regrabar material inédito junto con nuevas composiciones.

## Miembros
Últimos:
- Niclas Olsson - Teclados, compositor, productor (1989-2018)
- Anette Olzon - Voz (1989-2005;2015-2018)
- Fredrik Eriksson - Batería (2004-2018)
- Tony Rohtla - guitarra (2009–2011; 2015-2018- músico de sesión 1997-2000)
- Christer Engholm - bajo (2018)

Antiguos:
- Göran Forssén
- Michael Nilsson
- Arabella Vitanc
- Thomas Löyskä
- Kim Cederholm
- Roger Landin
- Jarmo Piironen
- Tommy Stråhle

## Discografía
- 2000 - Presence of Mind
- 2004 - Omega
- 2011 Change[4]